# Neroh
Neroh is een bestuurslaag in het regentschap Bangkalan van de provincie Oost-Java, Indonesië. Neroh telt 1188 inwoners (volkstelling 2010).